# Drosophila comoe
Drosophila comoe är en tvåvingeart som beskrevs av Burla 1954. Drosophila comoe ingår i släktet Drosophila och familjen daggflugor.
Artens utbredningsområde är Elfenbenskusten.